# Prestige Magazine
Magazyn Prestiż who is who – polski kwartalnik wydawany od roku 2002 przez Press Art Promotion prezentujący sylwetki znanych osób, które zdaniem kwartalnika mają znaczący wpływ na politykę, kulturę i ekonomię Polski i świata. 
Magazyn wydawany jest w dwóch wersjach językowych – polskiej i angielskiej. Kwartalnik zawiera własne prezentacje sylwetek i
zainteresowań wybranych przez redakcję osób. 
Redakcja czasopisma organizuje Międzynarodowy Konkurs Prestige Connoisseur w ramach którego czytelnicy mogą
głosować na wyróżniające się na rynku produkty, marki i usługi.

## Stałe rubryki
- Polityka
- Biznes
- Kultura
- Na topie
- Wydarzenie
- Autorytet
- Rozmowa